# Sassiw
Sassiw (ukrainisch Сасів; russisch Сасов Sassow, polnisch Sasów) ist ein Dorf in der Oblast Lwiw im Westen der Ukraine.

## Geographie
Das Dorf liegt am linken Ufer des Westlichen Bugs im Rajon Solotschiw im Osten der Oblast Lwiw 75 km östlich der Oblasthauptstadt Lemberg. 10 km nördlich des Dorfes verläuft die internationale Fernstraße M 06 und etwa 10 km südlich der Ortschaft verläuft die nationale Fernstraße N 02.
Sie gehört verwaltungstechnisch zur Stadtgemeinde Solotschiw, bis 2020 bildete Sassiw gleichnamigen Landratsgemeinde Sassiw zu der neben dem Hauptdorf auch die Dörfer Bir (Бір), Hrabowo (Грабово), Hutyschtsche (Гутище), Papirnja (Папірня), Pissok (Пісок), Pobitsch (Побіч), Uschnja (Ушня) und Chomez (Хомець) gehörten.

## Geschichte
Die Ortschaft wurde 1615 gegründet. König Sigismund III. gewährte der Stadt viel Autonomie und gab ihren Händlern zahlreiche Privilegien, zudem richtete er dort auch Markttage ein. 1726 schenkte Jakob Sobieski, Sohn von König Johann III. Sobieski, den jüdischen Bewohnern von Sasów verschiedene Rechte. So wurden alle Kommunaleinrichtungen der jüdischen Gemeinschaft von Steuern befreit. Sie durften Alkohol herstellen und vertreiben, und ihre Abgaben waren nicht höher als die der übrigen Stadtbewohner. Die Juden stellten Kerzen und die dekorativen Streifen für Tallit her, für deren Produktion Sassiw ein Weltzentrum war.
Der bekannteste Jude des Marktfleckens war der Begründer einer Dynastie von Chassidim in Sasów, Rabbi Mosche Leib Erblich (Sassow-Chassidim).
Seit 1776 war der Ort unter seinem polnischen Namen Sasów Teil des österreichischen Kronlandes Galizien und gehörte ab 1867 zur Bezirkshauptmannschaft Złoczów, nach dem Ende des Ersten Weltkrieges kam es 1921 zu Polen und lag in der Woiwodschaft Tarnopol.
Am 17. September 1939 marschierte die Rote Armee in Sassiw ein, das von sowjetischen Behörden bis zum Deutsch-Sowjetischen Krieg verwaltet wurde. Die Wehrmacht besetzte das Dorf am 2. Juli 1941. Während der ersten zwei Wochen der Besetzung wurden 22 Leiter der jüdischen Gemeinde mit der Begründung hingerichtet, dass sie Kommunisten seien. Es fanden drei Deportationen statt; darunter die größte am 15. Juli 1942, als die Juden in das Vernichtungslager Belzec deportiert wurden. Die restlichen 400 Juden wurden am 25. November 1942 nach Zloczów deportiert. Ein Arbeitslager, das im März 1942 gegründet wurde, löste man im Juli 1943 auf, die Juden wurden in den nahe gelegenen Wäldern erschossen. Damit hörte die jüdische Gemeinschaft von Sassiw auf zu bestehen und wurde nach dem Krieg nicht wieder eingerichtet.
Während der sowjetischen Besetzung 1940 wurde dem Ort der Status einer Siedlung städtischen Typs verliehen, dieser wurde aber in den 1950er Jahren nach dem Niedergang des Ortes wieder aberkannt.

## Demographie der jüdischen Bevölkerung
1764 gab es 223 Juden in Sassiw, 1880 lebten 1906, im Jahr 1912 1761 (52,1 % der Einwohner) und 1921 lebten 1096 (35,4 %) Juden im Dorf. Vor 1939 gab es ungefähr 1500 Juden in Sassiw.

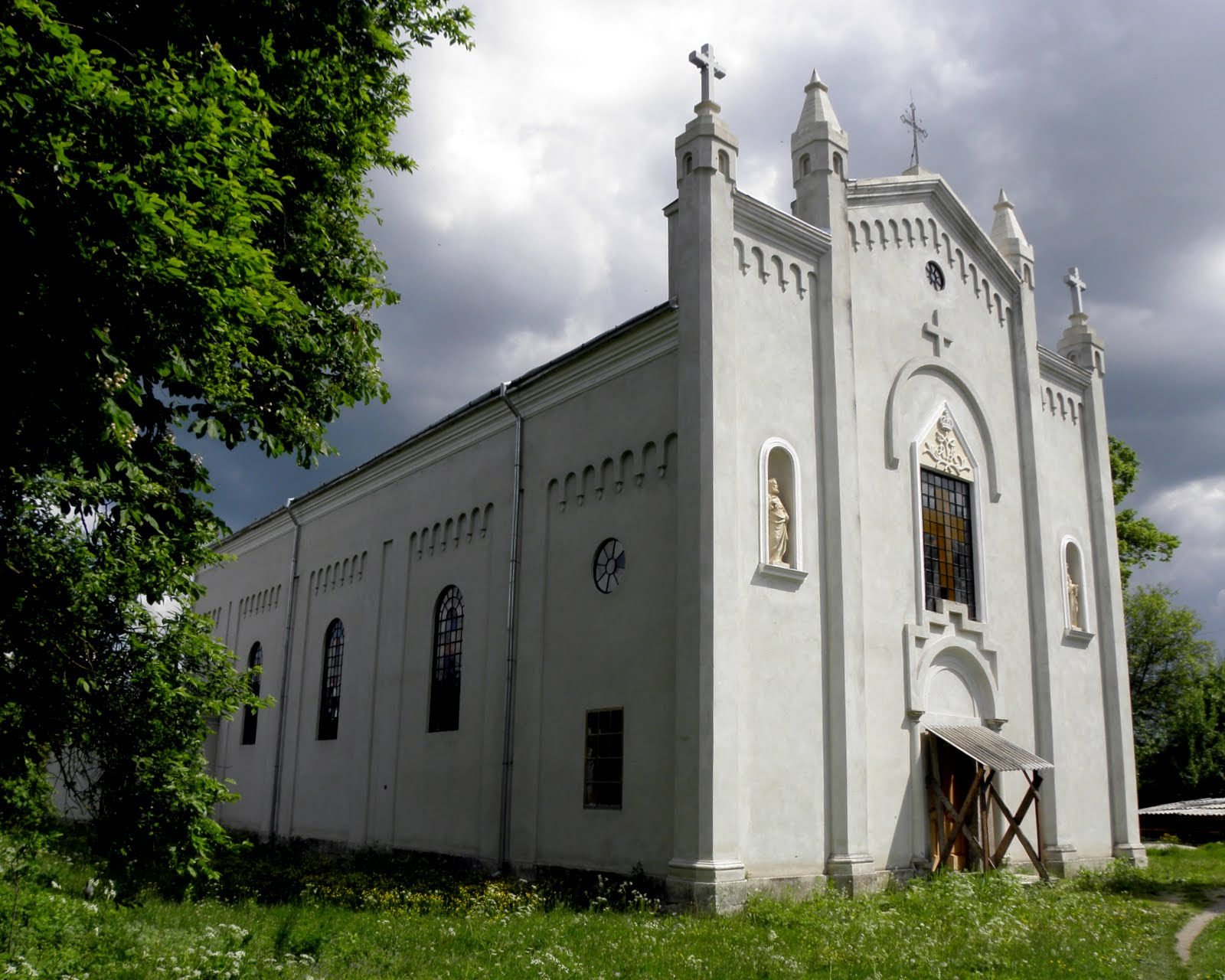
Kirche der Geburt des heiligen Johannes des Täufers in Sassiw

St.-Nikolaus-Kirche, 1731

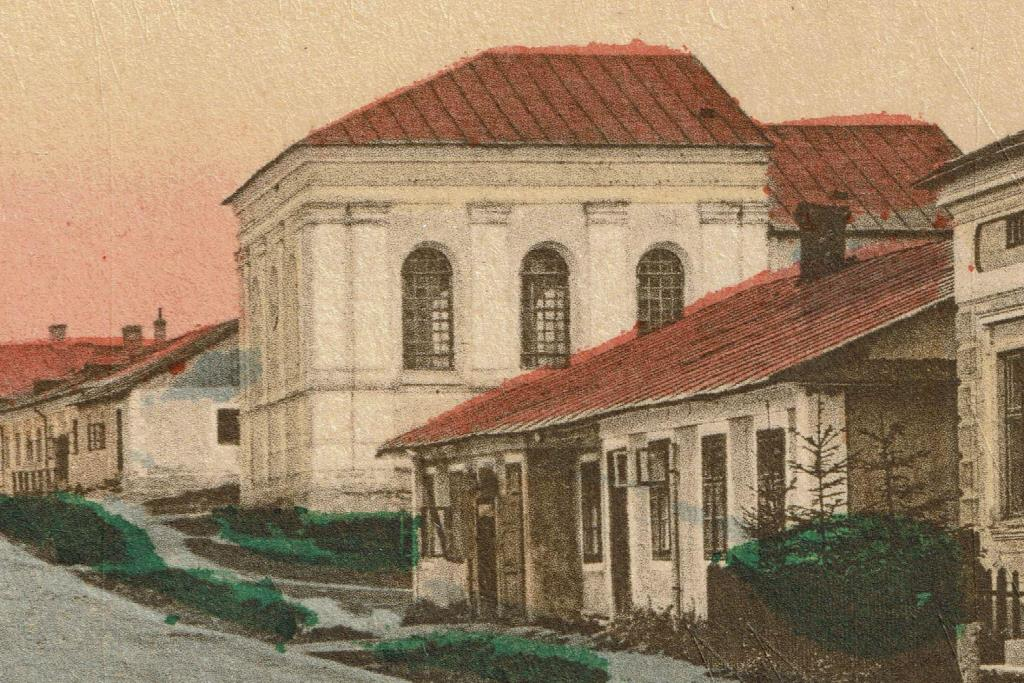
Synagoge

## Bauwerke

### Schloss
Von der Burg sind Überreste vorhanden.

### Kirche der Geburt des heiligen Johannes des Täufers
Die römisch-katholische Kirche der Geburt des heiligen Johannes des Täufers wurde 1864 im neugotischen Stil gebaut, einen Vorgängerbau gab es bereits seit 1631. In der Kirche befindet sich die Skulptur des Kopfes von Johannes dem Täufer. Der letzte Pfarrer der Kirche wurde 1946 zusammen mit einigen polnischen Familien nach Polen abgeschoben. An Feiertagen ist die Kirche für Gemeindemitglieder geöffnet.

### St.-Nikolaus-Kirche
Die Kirche wurde vermutlich 1731 erbaut, so befindet sich am Türpfosten der St.-Nikolaus-Kirche die Inschrift „1731“. Einige Quellen geben jedoch als Baudatum das 15. Jahrhundert an. In der Mitte des 18. Jahrhunderts wurde sie als Barockkirche mit Kuppeln umgestaltet. Das Innere der Kirche zeigt Ikonen, aus der zweiten Hälfte des 17. Jahrhunderts. So folgende Ikonen: „Flucht nach Ägypten“, „Christus und die Samariterin“, „George der Siegreiche“ (1681), „Die Überbringung der Reliquien des hl. Nikolaus“ (1685). 1963 wurde die Nikolaus-Kirche unter Denkmalschutz gestellt. Seit 1990 gehört die Kirche der griechisch-katholischen Gemeinde.

### Synagogen
Es gab im Ort mehrere Synagogen, darunter eine hölzerne Synagoge aus dem 18. Jahrhundert, die nicht erhalten geblieben ist.

## Persönlichkeiten
- Mosche Leib Erblich (1745–1807), Begründer der Sassow-Chassidim, Rabbiner und Autor.
- Jan Stepa (1892–1959), Bischof von Tarnów
- Jitzchak Werfel (1914–1999), israelischer Minister
- Kazimierz Kałucki (* 1935 in Sassiw; † 2005 in Stettin), polnischer technischer Chemiker, Professor an der Technischen Universität Stettin[Anm. 1]